# HP-65

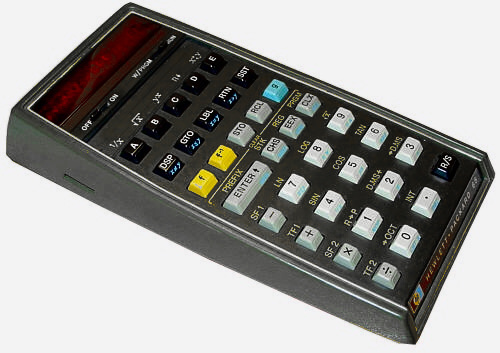
La calculadora HP 65.

El HP 65 fue la primera calculadora de mano programable por tarjeta magnética. Introducida por Hewlett-Packard en 1974, era considerada una maravilla electrónica. Empaquetaba 9 registros almacenamiento y tenía espacio para 100 instrucciones que se cargaban a través del teclado. También incluyó una lectora/escritora de tarjeta magnética cuyas tarjetas eran aproximadamente el tamaño de una tira de chicle. Los programas usaban notación polaca inversa para conservar la memoria. Así que no había tecla de igual, sino que había una tecla "ENTER" para empujar un operador o un operando sobre la "pila".
La HP 65 ofrecía unas capacidades de edición de programas muy rudimentarias. Su registro de almacenamiento R9 era corrompido cuando el usuario o el programa ejecutaba las funciones trigonométricas o realizaba pruebas de comparación. Este problema fue documentado en el manual, y por lo tanto no se considera un bug.
El requisito de diseño de Bill Hewlett era que la calculadora debía caber en el bolsillo de su camisa. Esa es una razón para la profundidad que se adelgazaba gradualmente de la calculadora. Las tarjetas magnéticas de los programas se alimentaban en el extremo grueso de la calculadora bajo pantalla de LEDs. La documentación para los programas en la calculadora fue muy completa, incluyendo algoritmos para centenares de aplicaciones, incluyendo las soluciones de ecuaciones diferenciales, estimación de precio de stock, estadística, etc.
En 1975, durante el proyecto de prueba del Apolo-Soyuz, la HP 65 se convirtió en la primera calculadora programable de mano en el espacio.

## Otras calculadoras de Hewlett-Packard
Junto con la HP 65, Hewlett-Packard fabricó una diversidad de calculadoras de bolsillo famosas:
- HP 35 Primera calculadora de bolsillo con funciones científicas.
- HP 01 Primera calculadora de pulsera.
- HP 55 Primera calculadora científica programable de bolsillo con temporizador de cuarzo.
- HP 25 Calculadora científica programable de bolsillo de bajo costo.
- HP 41C Primera calculadora con pantalla alfanumérica.
- HP 12C Calculadora financiera de bolsillo.